# 雲林縣斗南鎮斗南國民小學
雲林縣斗南鎮斗南國民小學（簡稱斗南國小）是位在中華民國臺灣省雲林縣斗南鎮的一所公立國民小學。

## 歷史
1900年（日治時代的明治33年）7月，他里霧公學校奉令設立，1901年3月18日開學、4月10日正式上課，校址在今斗南鎮第二市場，首任校長為伊藤三郎。1913年（大正2年）設大埤分教場，即今雲林縣大埤鄉大埤國民小學；1919年設石龜溪分教場，即今雲林縣斗南鎮石龜國民小學。1921年改稱斗南公學校。次年設新崙分教場（今雲林縣斗南鎮大東國民小學）、溫厝角分教場（今雲林縣斗南鎮重光國民小學）。1938年（昭和13年）遷至現址，1941年配合皇民化運動中進一步的日臺共學制度，改制為斗南國民學校。
1945年，臺灣光復，臺南縣政府於是年11月派黃容接收此校並代理校長，次年6月派林玉泉為校長。1955年，雲林縣政府指定此校為辦理示範工作學校。1958年分出今雲林縣斗南鎮文安國民小學為新獨立學校，1961年分出今雲林縣斗南鎮僑真國民小學為新獨立學校。1968年因九年國教實施，改制為斗南國民小學。1993年開辦營養午餐。

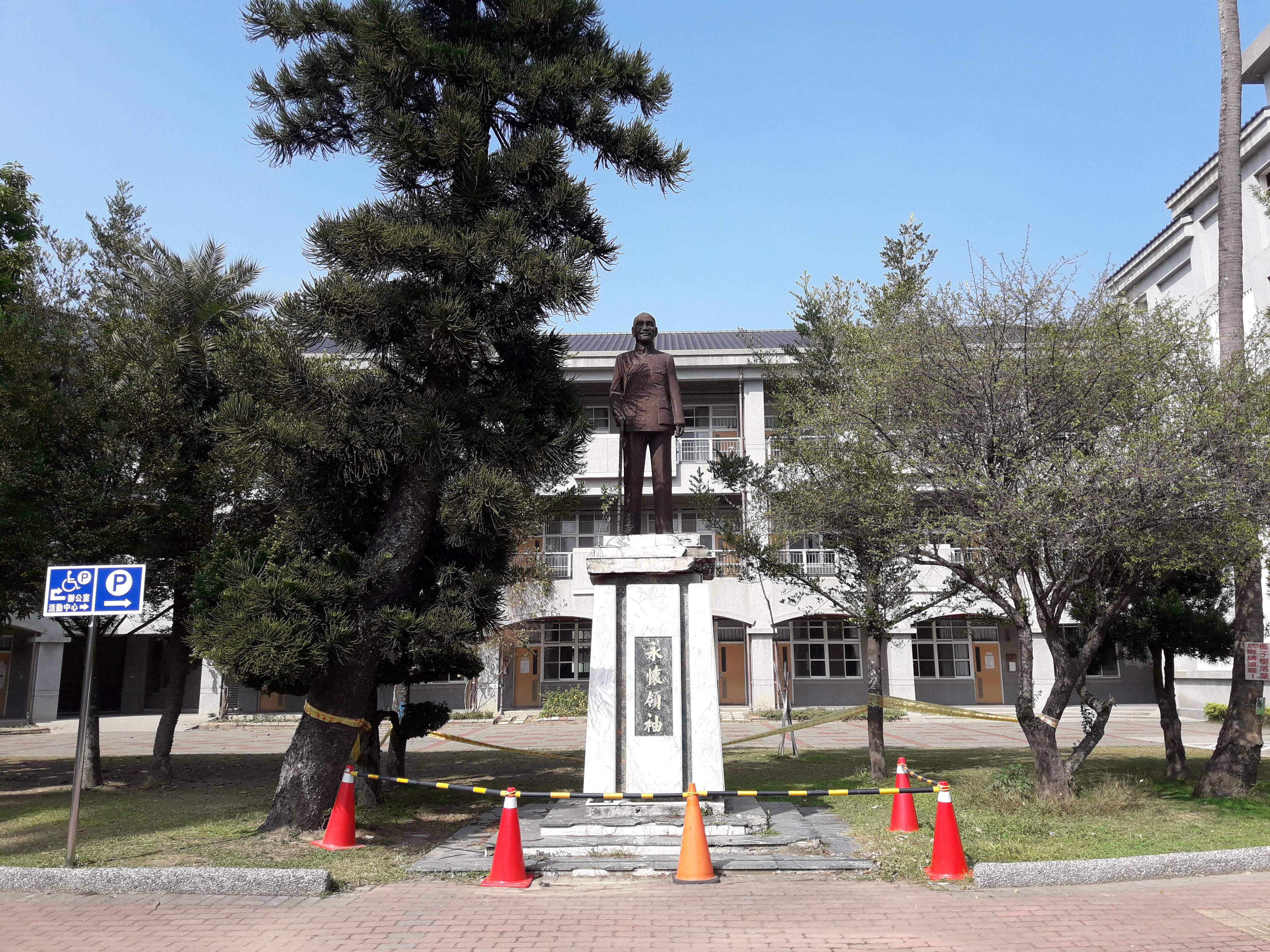
校內的已故中華民國總統蔣中正雕像
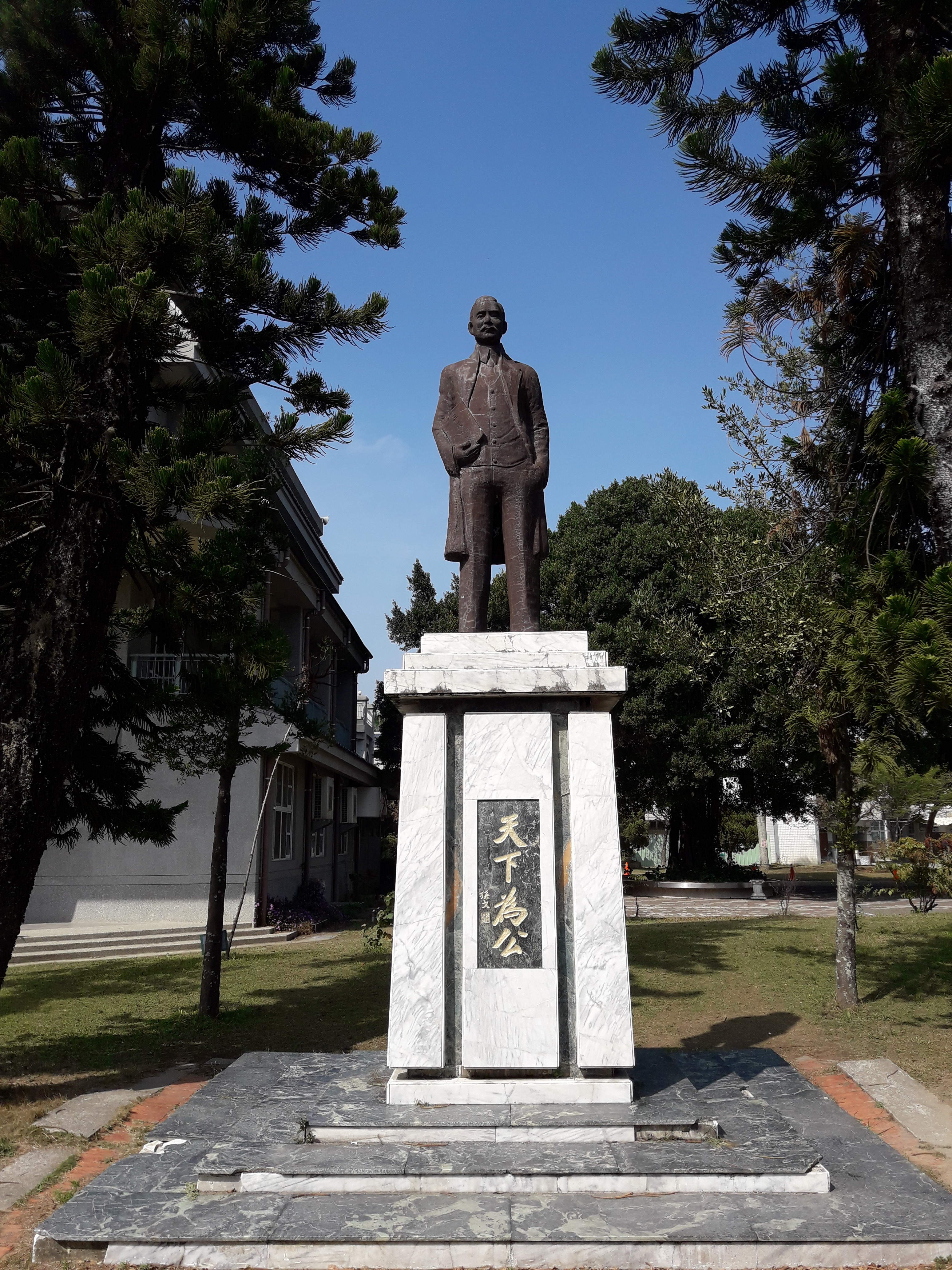
校內的中華民國臨時大總統、國父孫文雕像
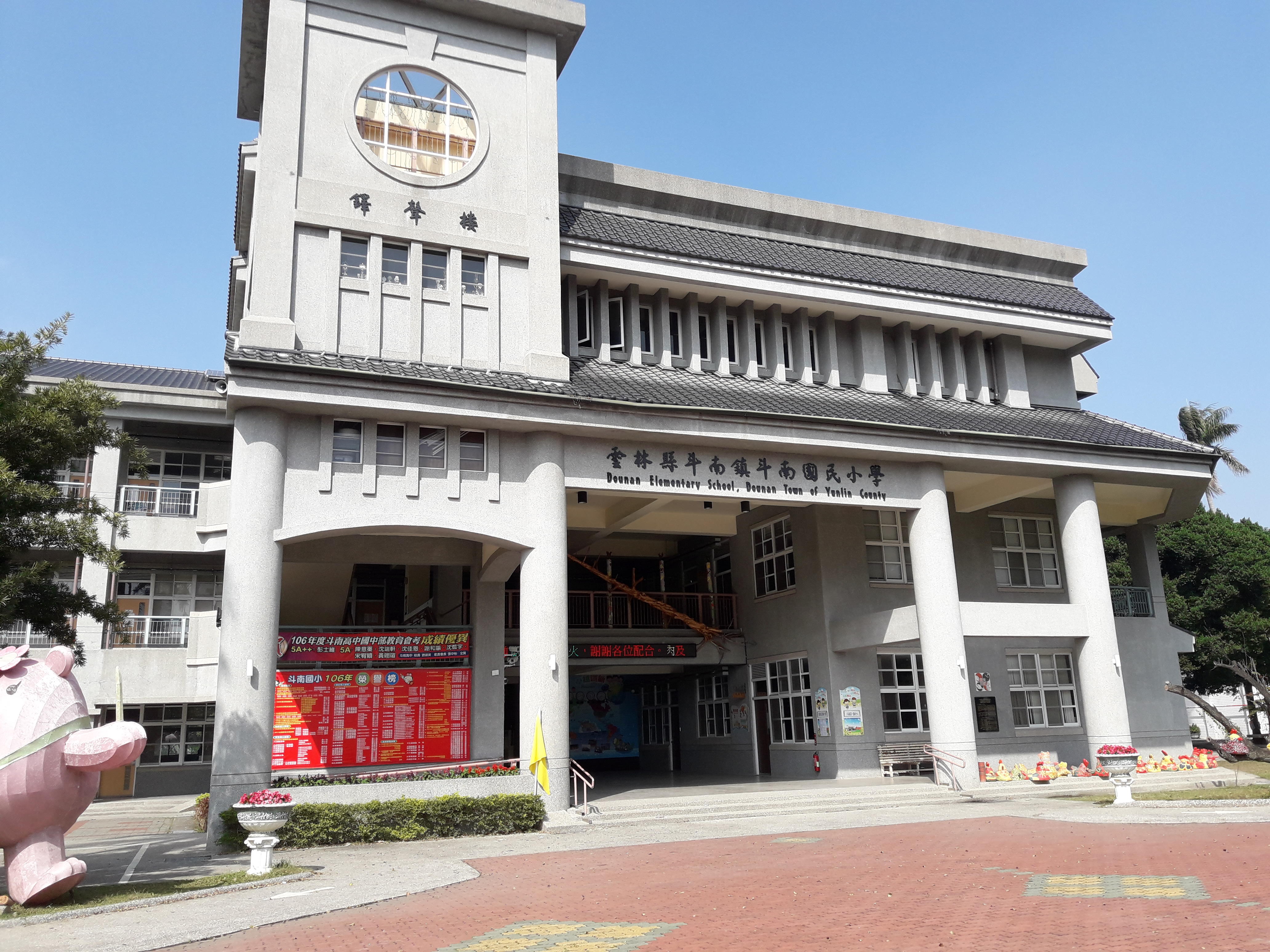
新大樓鐸（ㄉㄨㄛˊ）聲樓

### 腳註
1. 1 2  . 163.27.141.5.   [2018-04-08]. （原始内容存档于2014-08-24）.

## 外部連結
- www.tnps.ylc.edu.tw